# アミール・アブラシ
アミール・マルシュ・アブラシ（Amir Malush Abrashi 、1990年3月27日 - ）は、スイス出身でアルバニア国籍のプロサッカー選手。アルバニア代表。スーパーリーグ・グラスホッパー・クラブ・チューリッヒ所属。ポジションは、ミッドフィールダー。

## クラブ経歴
2002年、12歳のときに地元クラブでプレーを始めた。16歳の時に家族と共にヴィンタートゥールに引っ越し、それに伴ってFCヴィンタートゥールのアカデミーに入団した。2006–07シーズンにリザーブチームに昇格。そこでのプレーが評価され、2008年4月のチャレンジリーグ・FCラ・ショー＝ド＝フォン戦でトップチームデビューを果たした。
2010年7月、グラスホッパー・クラブ・チューリッヒにレンタル移籍。シーズン終了後、60万ユーロで完全移籍に移行した。
2015年6月、SCフライブルクに移籍。すぐにレギュラーに定着し、33試合に出場。チームの2.ブンデスリーガ優勝とブンデスリーガ昇格に大きく貢献した。
2021年1月27日、FCバーゼルにシーズン終了までのレンタル移籍。

## 代表歴

### スイス
アブラシ自身はスイスで生まれ育ったが、両親がコソボ出身のアルバニア人であるため、アルバニア代表を選ぶことも出来た。年代別代表は出生地であるスイスを選び、UEFA U-21欧州選手権2011、ロンドンオリンピックに参加した
A代表もスイスを選ぶつもりでいたが、アブラシが主戦場とするセンターハーフにはヴァロン・ベーラミ、ギョクハン・インレル、グラニト・ジャカ、ブレリム・ジェマイリ、パイティム・カサミ、ジェルソン・フェルナンデス、ファビアン・フライ、ピルミン・シュヴェクラーら実力者が多く集まっておりポジション争いは非常に厳しかった。2013年5月にオットマー・ヒッツフェルト監督と話し合った結果、スイス代表入りを断念するに至った。

### アルバニア
2013年5月、ヴネルト・バシャらと共にアルバニア市民権を取得。2013年6月、FIFAから代表変更の正式許可が下り、アルバニア代表としての出場が可能になった。
2013年8月、アルメニアとの親善試合でアルバニア代表初キャップ。9月、2014 FIFAワールドカップ・ヨーロッパ予選・スロベニア戦で国際Aマッチ初出場。
2016年5月、UEFA EURO 2016参加メンバーに選ばれた。大会直前に行われたカタールとの親善試合ではキャプテンマークを巻いた。
UEFA EURO 2016ではグループステージ全3試合に出場した。
UEFA EURO 2024に選出

## タイトル
グラスホッパー
- スイス・カップ: 2012–13

SCフライブルク
- 2. ブンデスリーガ: 2015–16